# Muddy, Illinois
Muddy là một làng thuộc quận Saline, tiểu bang Illinois, Hoa Kỳ. Năm 2010, dân số của làng này là 68 người.

## Dân số
Dân số qua các năm:
- Năm 2000: 78 người.
- Năm 2010: 68 người.